# آبقد (گلبهار)
آبقد، روستایی از توابع بخش مرکزی شهرستان گلبهار در استان خراسان رضوی ایران است. آبقد روستایی سرسبز و توریستی است که در نزدیکی شهر گلبهار و در دامنه کوه های بینالود قرار گرفته است.

## جمعیت
این روستا در بخش گلمکان قرار دارد و براساس سرشماری مرکز آمار ایران در سال ۱۳۸۵، جمعیت آن ۴۸۰ نفر (۱۳۲خانوار) بوده‌است.